# Marche de Cummeragunja
La marche de Cummeragunja en 1939 est une manifestation des aborigènes australiens à la station de Cummeragunja (en), une réserve aborigène (en) de la Nouvelle-Galles du Sud. Son souvenir perdure dans les mémoires comme l'une des premières grandes manifestations pour les droits des aborigènes ayant conduit au référendum de 1967.

## Contexte
La mission Cummeragunja abritait principalement les membres du peuple aborigène Yorta Yorta (en) qui avait été déplacé à la fin du XIXe siècle depuis la mission Maloga (en). Selon W.B. Payne, un missionnaire de l'Église du Christ (en), les églises chrétiennes négligeaient les aborigènes de la mission. Il écrivit en janvier 1935 : « Alors que des milliers de livres étaient récoltées pour les missions dans les pays étrangers, les aborigènes d'Australie étaient considérés comme des parias ». Au fil du temps, le gouvernement de Nouvelle-Galles du Sud renforça son contrôle sur le fonctionnement de la mission. Fin 1938 cependant, les gens demeuraient insatisfaits des restrictions imposées à leurs déplacements, de la gestion de la mission et des conditions de vie en général.

## Protestation
Jack Patten (en) est arrêté et expulsé de la mission après avoir tenté de s'adresser à la population locale le 4 février 1939. À la suite de son arrestation, près de 200 résidents de la mission Cummeragunja quittèrent la mission et traversèrent le fleuve Murray quittant aussi l'État de Nouvelle-Galles du Sud. Ceci contrevenait aux règles établies par le Conseil de Nouvelle-Galles du Sud pour la protection des aborigènes (en),,,.
Bill Onus (en) mit de côté sa carrière potentielle d'acteur pour revenir de Melbourne à son lieu de naissance pour la manifestation.

## Héritage
Un grand nombre des personnes qui quittèrent la mission en février 1939 s'installèrent dans le nord de Victoria, dans des villes comme Barmah, Echuca et Shepparton.
Cette marche fut l'une des premières manifestations en masse des aborigènes australiens et influença les événements qui suivirent, notamment le référendum de 1967.
Le troisième épisode de la mini-série de 1981, Women of the Sun (en), est une histoire fictive basée sur la marche.
En octobre 2010, l'opéra Pecan Summer (en), basé sur la marche, est joué à Mooroopna, près de Shepparton. Deborah Cheetham, dont l’oncle Jimmy Little (en) est né à Cummeragunja Mission – a écrit, composé et interprété cette pièce de la Short Black Opera Company.
Ross Morgan, un homme Yorta Yorta a conçu en 2020 le maillot aborigène du Collingwood Football Club qui est porté contre North Melbourne lors de la 13e journée dans le cadre de la tradition de la ronde Sir Doug Nicholls de la Ligue australienne de football. Selon Morgan, l'évènement de la marche est  encore très présent dans les mémoires des personnes qui y ont participé et de leurs familles.